# Orain (rivière)
Pour l’article homonyme, voir Orain.
Pour l’article ayant un titre homophone, voir Haut-Rhin.
L'Orain est une rivière française qui coule dans le département du Jura, dans la région Bourgogne-Franche-Comté, et un affluent gauche du Doubs, donc un sous-affluent du Rhône par la Saône.

## Géographie
De 39,3 km de longueur, l'Orain prend naissance sur le territoire de la ville de Poligny, à 332 mètres d'altitude, dans le département du Jura, à moins de 10 kilomètres au sud-sud-ouest d'Arbois. Son orientation générale va du sud-est vers le nord-ouest.
Elle se jette dans le Doubs (rive gauche) à Chaussin, à 184 mètres d'altitude, petite localité située à une douzaine de kilomètres au sud de Dole.

### Communes et cantons traversés
Dans le seul département du Jura, l'Orain traverse les quatorze communes suivantes, de l'amont vers l'aval, de Poligny (source), Tourmont, Brainans, Bersaillin, Colonne, Villers-les-Bois, Séligney, Tassenières, Villers-Robert, Le Deschaux, Balaiseaux, Rahon, Saint-Baraing, et Chaussin (confluence).
Soit en termes de cantons, l'Orain prend source dans le canton de Poligny, traverse le canton de Bletterans, conflue dans le canton de Tavaux, dans l'arrondissement de Dole, dans les intercommunalité communauté de communes Arbois, Poligny, Salins – Cœur du Jura, Grand Dole, communauté de communes de la Plaine Jurassienne.

### Bassin versant
Le bassin versant de l'Orain s'étend sur une superficie d'environ 240 km2 et regroupe une trentaine de communes. L'Orain traverse une seule zone hydrographique « Le Doubs de l'Orain inclus à Longwy-sur-le-Doubs » (U271).
Les cours d'eau voisins sont la Loue au nord, la Cuisance au nord-est, l'Angillon à l'est, l'Ain au sud-est, la Brenne et la Seille au sud et sud-ouest, le Doubs à l'ouest et au nord-ouest.

### Organisme gestionnaire
L'organisme gestionnaire est l'EPTB Doubs-Saône.

## Affluents
L'Orain a sept affluents référencés dans la base SANDRE :
- La Glantine (rd[note 2]) 8 km
- Bief Salé (rd) 6 km
- Ruisseau de Belle Côte (rd) 2 km
- Bief d'Acle (rg) 6 km
  - Ruisseau des Buats 4 km
  - Ruisseau de la Mangerie 3 km
- La Grozonne (rd), 13 km avec cinq affluents et de rang de Strahler deux sur huit communes
  - Bief des Panissettes 4 km
  - Bief de l'Etang Ruisseau 4 km
  - Bief de Foras 3 km
  - Ruisseau de l'Etand de l'Etaley 3 km
  - Ruisseau du Bois Brûlé 2 km
- Bief de Mâchure (rd) 6 km
- La Veuge (rd) 10 km

### Rang de Strahler
Donc le rang de Strahler de l'Oraing est de trois par la Grozonne ou le Bief d'Acle.

## Hydrologie
L'Orain est une rivière abondante, mais très irrégulière, comme la plupart des cours d'eau issus de la partie est de la France et notamment des plateaux du Jura. Elle naît du système karstique des plateaux du Jura. Son débit est très variable. Si un orage ou une averse violente se déclenche sur le plateau, quelques heures plus tard son cours se gonfle ou déborde. Son régime hydrologique est dit pluvial.

### L'Orain au Deschaux
Son débit a été observé sur une période de 29 ans (1968-1996), au Deschaux, localité située à une quinzaine de kilomètres de distance de son confluent avec le Doubs, à 207 m d'altitude. Le bassin versant de la rivière y est de 181 km2 (soit plus ou moins 90 % de sa totalité qui fait 200 km2[réf. nécessaire]).
Le module de la rivière au Deschaux est de 2,86 m3/s.
L'Orain présente des fluctuations saisonnières de débit très marquées. Les hautes eaux d'hiver portent le débit mensuel moyen à un niveau situé entre 4,73 et 5,19 m3/s, de décembre à février inclus (avec un maximum en février), et se prolongent durant les mois de mars et d'avril par des débits encore abondants (3,42 et 3,27 m3/s). Les basses eaux ont lieu en été, de juillet à septembre, avec une baisse du débit moyen mensuel allant jusqu'à 0,569 m3/s au mois d'août. Mais les fluctuations de débit sont bien plus prononcées sur de plus courtes périodes.

### Étiage ou basses eaux
À l'étiage, c'est-à-dire aux basses eaux, le VCN3, ou débit minimal du cours d'eau enregistré pendant trois jours consécutifs sur un mois, en cas de quinquennale sèche peut chuter jusque 0,19 m3/s.

### Crues
Les crues peuvent être très importantes compte tenu de la petite taille de la rivière et de son bassin versant. Les QIX 2 et QIX 5 valent respectivement 47 et 63 m3/s. Le QIX 10 est de 74 m3/s, le QIX 20 de 84 m3/s et le QIX 50 de 98 m3/s.
Pour se faire une idée de l'importance de ces débits, on peut les comparer à ceux d'un affluent de la Seine à l'ouest de Paris, l'Eure (à Louviers), qui roule en moyenne 26 m3/s sur un territoire de 5 935 km2. Le QIX 10 de l'Eure en fin de parcours vaut 96 m3/s (contre 74 pour l'Orain) et son QIX 50 se monte à 130 m3/s (contre 98 pour l'Orain). Ainsi malgré un bassin trente fois moins étendu et un débit moyen près de dix fois moindre, le volume des crues de l'Orain vaut plus ou moins les trois-quarts du volume de celles de l'Eure.
Le débit instantané maximal enregistré au Deschaux durant cette période de 29 ans, a été de 76,6 m3/s le 28 janvier 1979, tandis que la valeur journalière maximale était de 66,1 m3/s le 9 mai 1985. En comparant la première de ces valeurs avec l'échelle des QIX de la rivière, il apparait clairement que cette crue n'était guère plus que décennale, et donc appelée à se répéter avec une fréquence de plus ou moins 15 ans.

### Lame d'eau et débit spécifique
L'Orain est une rivière abondante, typique de l'ancienne région Franche-Comté. La lame d'eau écoulée dans son bassin versant est de 500 millimètres annuellement, ce qui est largement supérieur à la moyenne d'ensemble de la France tous bassins confondus, mais sensiblement égal à la moyenne du bassin de la Saône (501 millimètres à Lyon). Le débit spécifique de la rivière (ou Qsp) atteint 15,8 litres par seconde et par kilomètre carré de bassin.

## Aménagements et écologie

### Curiosités - Tourisme
- station verte fort bien équipée. Très riche patrimoine architectural.